# Elkezaici
Elkezaici, elkazaici, elkezejczycy – starożytna synkretyczna sekta wywodząca się z ebionitów i czerpiąca z idei gnostyckich, istniejąca między II a V wiekiem.
Założycielem grupy był żyjący za czasów Trajana (na przełomie I i II wieku) na pograniczu syryjsko-partyjskim Elkazai (w zależności od źródeł: Elchasaí, Elksaí, Elkesaïtaí). Pewnym jest, że postać taka istniała, jednak jej imię może mieć charakter symboliczny i być wtórne do nazwy grupy, którą założył, ponieważ termin Elkazaici nawiązywać mógł również bezpośrednio do odłamu esseńczyków nazywanych Synami tajemniczej siły (→ Ebion).
Elkazai twierdził, że objawił mu się Syn Boży w postaci ogromnego anioła, który przekazał mu Świętą Księgę. Aniołowi temu towarzyszył drugi, który był jednocześnie siostrą pierwszego i Duchem Świętym. Apokryfy elkazaitów nie przetrwały, a głównymi źródłami wiedzy o poglądach grupy pozostają informacje zawarte w pismach Epifaniusza z Salaminy oraz Orygenesa. Elkazaici są również prawdopodobnymi autorami pism przypisanych Klemensowi (tzw. Homilie pseudoklementyńskie).
Elkazaici praktykowali wielokrotny chrzest (przyjmowany w szatach), zachowywali przepisy Prawa Mojżeszowego takie jak obrzezanie i szabat, oraz odmawiali modlitwy zwracając się w kierunku Jerozolimy. Nie spożywali mięsa i odrzucali pisma św. Pawła. Uważali, że Osoba Ducha Świętego posiada płeć (żeńską).